# 모심보아다프라이아
모심보아다프라이아(포르투갈어: Mocímboa da Praia)는 모잠비크 북부 카부델가두주에 위치한 도시로 인구는 29,761명(2008년 기준)이다.